# インフレキシブル級戦列艦
インフレキシブル級戦列艦(Inflexible class ships of the line)はイギリス海軍の64門3等戦列艦。トーマス・スレードが設計した。このクラスの線図はアルビオン級74門艦の影響を強く受けている。

## 同型艦
| 艦名             | 造船所     | 発注           | 進水          | その後     |
| ---------------- | ---------- | -------------- | ------------- | ---------- |
| インフレキシブル | バーナード | 1777年2月26日  | 1780年3月7日  | 1820年解体 |
| アフリカ         | バーナード | 1778年2月11日  | 1781年4月11日 | 1814年解体 |
| ディクテーター   | バットソン | 1778年10月21日 | 1783年1月6日  | 1817年解体 |
| セプター         | ランデール | 1779年1月16日  | 1781年6月8日  | 1799年難破 |